# Aeolochroma venia
Aeolochroma venia là một loài bướm đêm trong họ Geometridae.